# 朵儿只班
朵儿只班（?—?），元朝大臣，元惠宗时中书平章政事。
元文宗至顺二年（1331年），由陕西行台御史中丞入朝担任中书省参知政事。元惠宗至正八年（1348年），台州方國珍聚衆海上作乱，朝廷命江浙行省參知政事朶兒只班討伐。朶兒只班兵败被擒，方國珍通过朶兒只班请求诏安。至正十九年（1359年）正月十二日，担任中书平章政事。至正二十五年（1365年）二月戊午，皇太子爱猷识理达腊在冀寧，命甘肅行省平章政事朶兒只班以岐王阿剌乞兒軍馬，會平章政事臧卜、李思齊，各以兵守寧夏。